# Mesomyia turneri
Mesomyia turneri är en tvåvingeart som först beskrevs av Austen 1937.  Mesomyia turneri ingår i släktet Mesomyia och familjen bromsar.
Artens utbredningsområde är Seychellerna. Inga underarter finns listade i Catalogue of Life.